# Kremenets
Kremenets (ukrainska: Кременець uttal (fil)), är en stad i Ternopil oblast i västra Ukraina. Kremenets är beläget i den historiska regionen Volhynien.
En fästning uppfördes på denna plats på 700- eller 800-talet; dess första omnämnande förekommer i ett dokument från år 1064. 

## Sevärdheter
- Jesuitkyrkan Sankt Ignatius av Loyola, uppförd 1731–1745 efter ritningar av arkitekten Paweł Gizycki
- Kyrkan Sankt Stanislaus av Szczepanów, uppförd 1853–1857
- Ortodoxa nunneklostret
- Kremenets botaniska trädgård, grundad år 1806

## Bilder

Kremenets botaniska trädgård
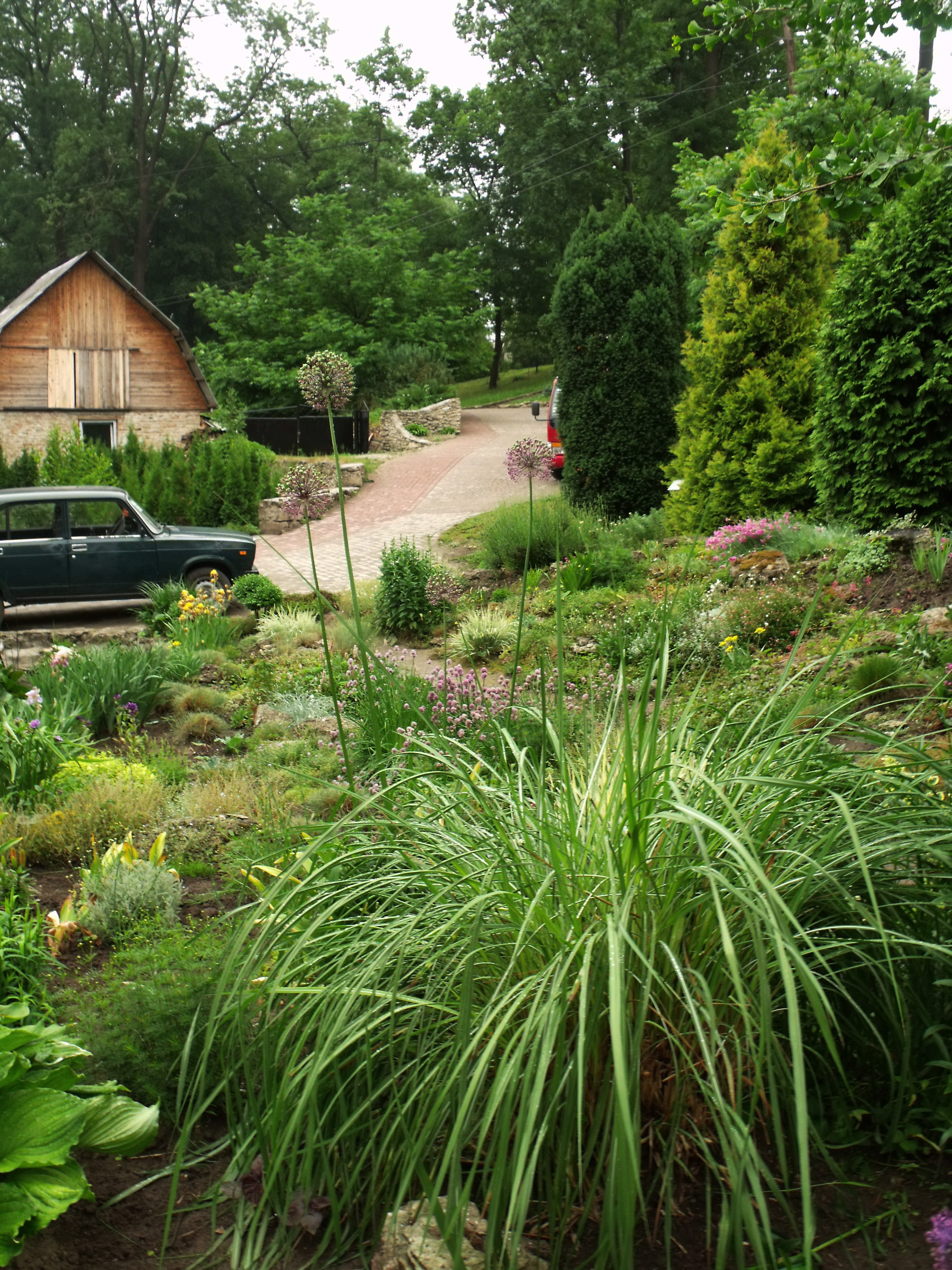
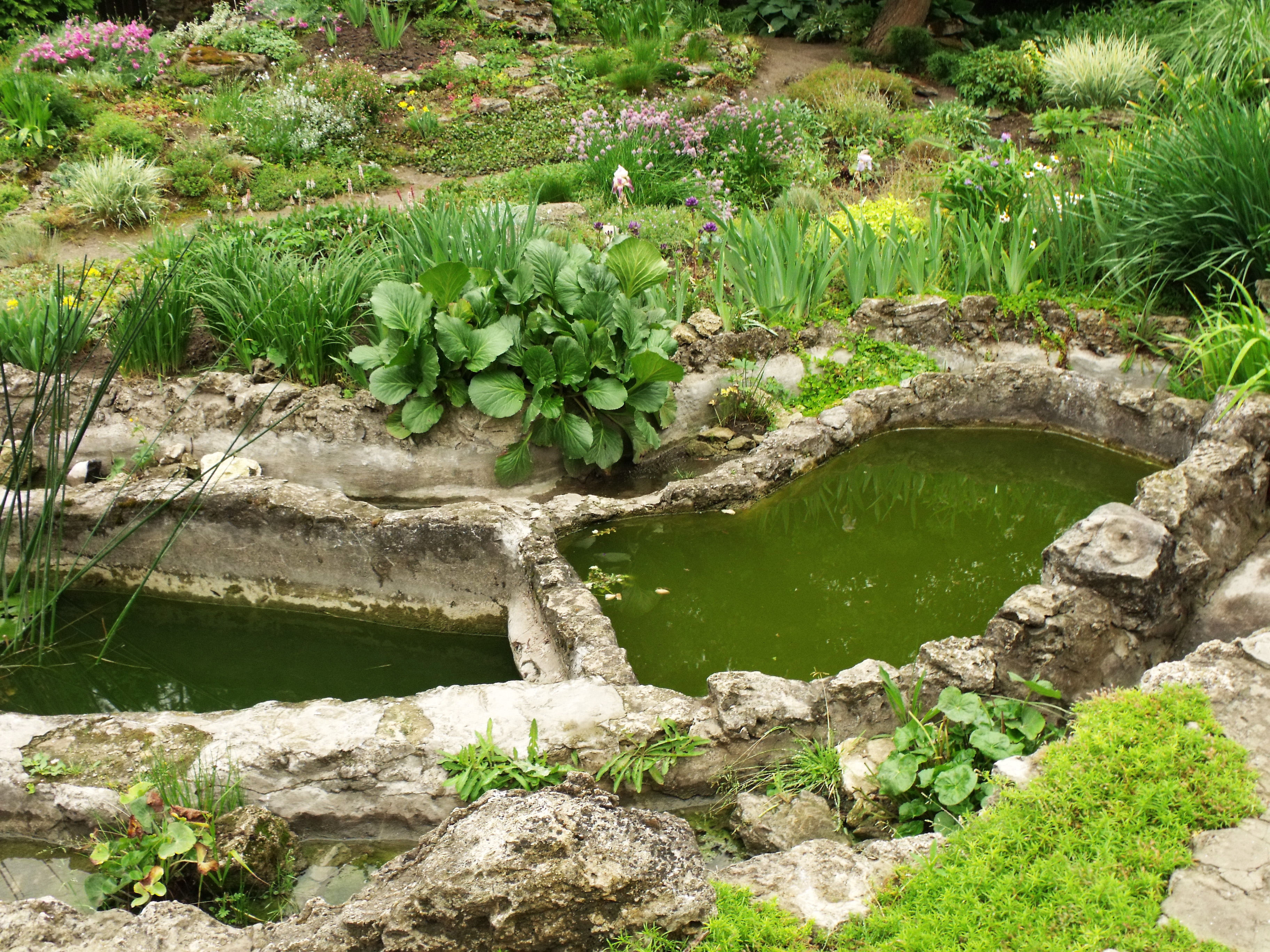
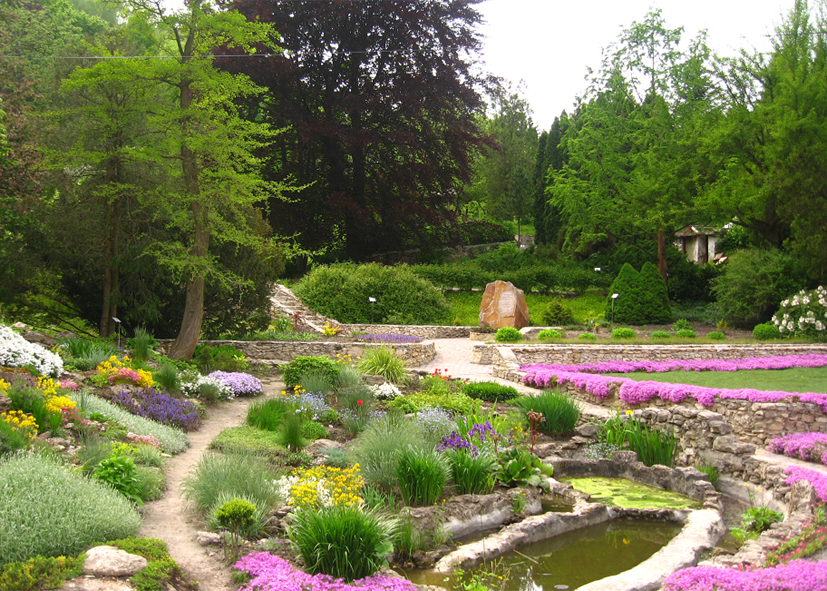
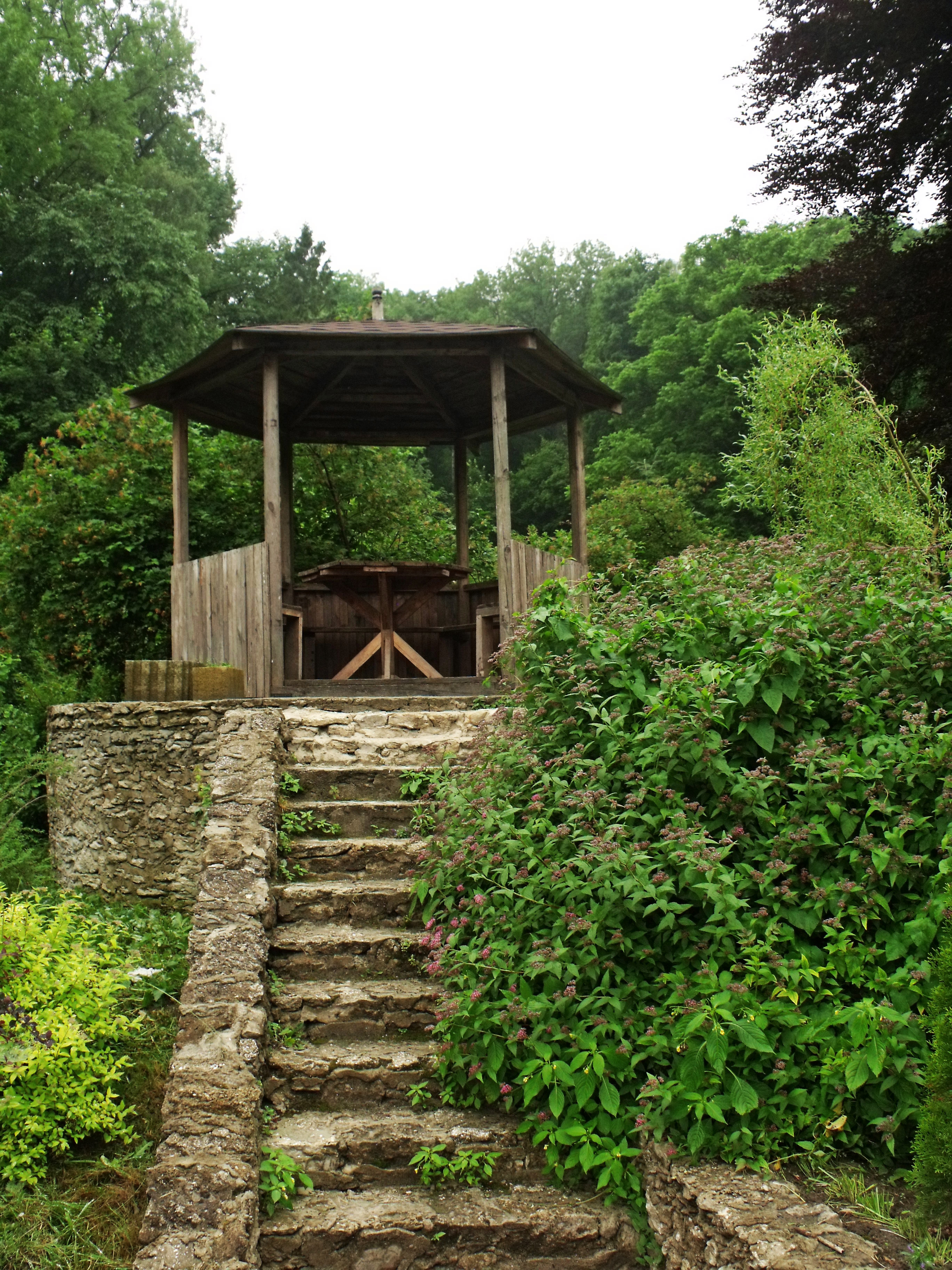
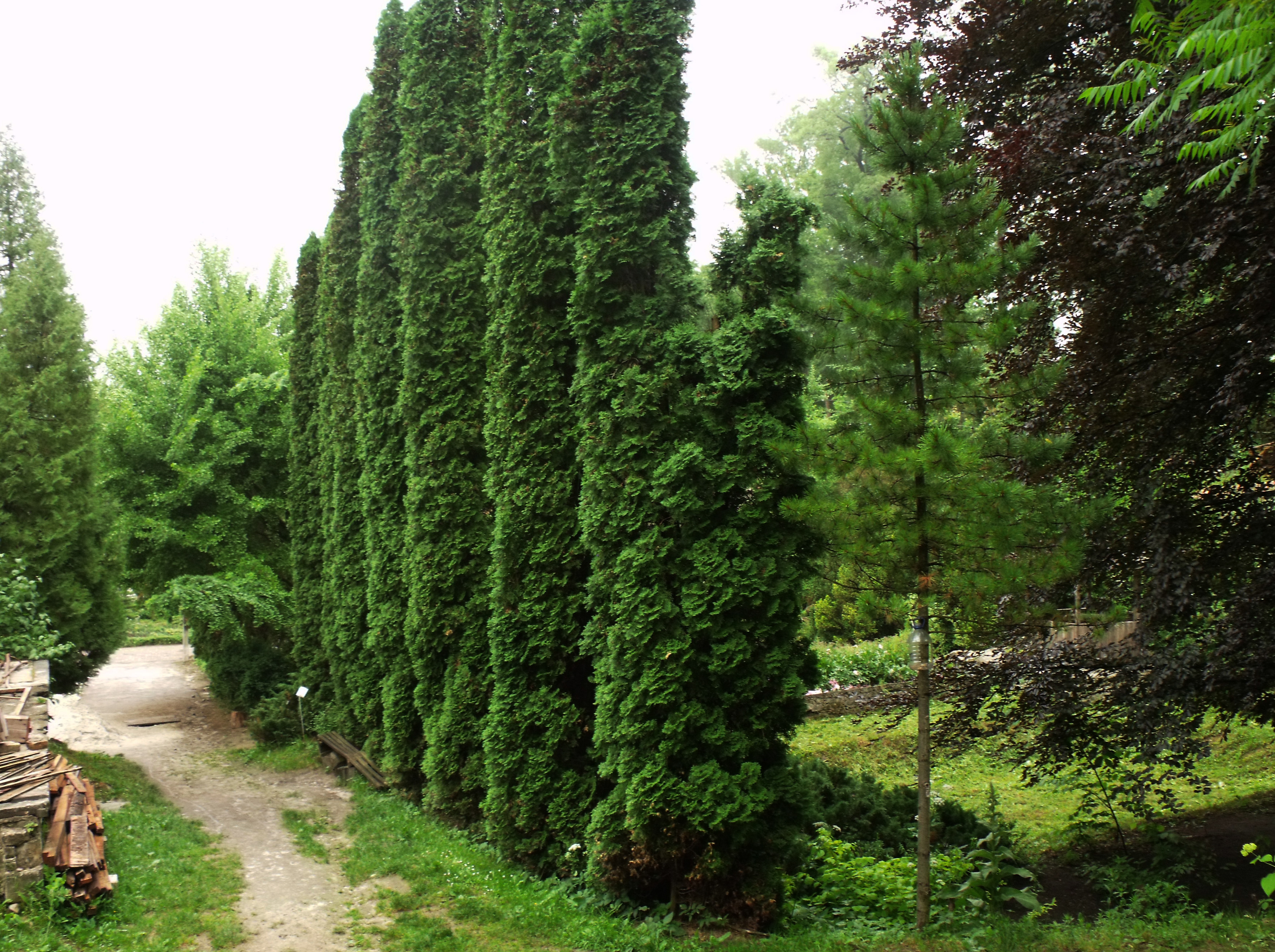